# Panamerikanische Spiele 2019/Schießen
Bei den Panamerikanischen Spielen 2019 in Lima fanden vom 8. bis 10. August 2019 im Schießen 15 Wettbewerbe statt. Austragungsort war die Las Palmas Air Base.
Für die Wettbewerbe hatten sich insgesamt 24 Nationen qualifiziert, in denen 132 Athleten an den Start gingen.

## Wettbewerbe und Zeitplan
Insgesamt 15 Wettbewerbe wurden im Rahmen der Spiele im Schießen ausgetragen. Dazu zählten je sechs Wettbewerbe bei den Männern und Frauen sowie drei Konkurrenzen im Mixed.

## Ergebnisse

### Männer

#### 50 m Kleinkalibergewehr Dreistellungskampf
| Platz | Land               | Athlet            |
| ----- | ------------------ | ----------------- |
| 1     | Vereinigte Staaten | Timothy Sherry    |
| 2     | Vereinigte Staaten | Michael McPhail   |
| 3     | Mexiko             | José Luis Sánchez |

#### 10 m Luftgewehr
| Platz | Land               | Athlet            |
| ----- | ------------------ | ----------------- |
| 1     | Vereinigte Staaten | Lucas Kozeniesky  |
| 2     | Mexiko             | Edson Ramírez     |
| 3     | Argentinien        | Marcelo Gutiérrez |

#### 25 m Schnellfeuerpistole
| Platz | Land | Athlet         |
| ----- | ---- | -------------- |
| 1     | Kuba | Jorge Álvarez  |
| 2     | Kuba | Leuris Pupo    |
| 3     | Peru | Marko Carrillo |

#### 10 m Luftpistole
| Platz | Land               | Athlet        |
| ----- | ------------------ | ------------- |
| 1     | Kuba               | Jorge Grau    |
| 2     | Vereinigte Staaten | Nick Mowrer   |
| 3     | Brasilien          | Júlio Almeida |

#### Skeet
| Platz | Land               | Athlet            |
| ----- | ------------------ | ----------------- |
| 1     | Vereinigte Staaten | Christian Elliott |
| 2     | Guatemala          | Juan Schaeffer    |
| 3     | Peru               | Nicolás Pacheco   |

#### Trap
| Platz | Land               | Athlet          |
| ----- | ------------------ | --------------- |
| 1     | Vereinigte Staaten | Brian Burrows   |
| 2     | Vereinigte Staaten | Derek Haldeman  |
| 3     | Brasilien          | Roberto Schmits |

### Frauen

#### 50 m Kleinkalibergewehr Dreistellungskampf
| Platz | Land               | Athletin          |
| ----- | ------------------ | ----------------- |
| 1     | Vereinigte Staaten | Sarah Beard       |
| 2     | Kuba               | Eglys Cruz        |
| 3     | Vereinigte Staaten | Virginia Thrasher |

#### 10 m Luftgewehr
| Platz | Land               | Athletin       |
| ----- | ------------------ | -------------- |
| 1     | Vereinigte Staaten | Alison Weisz   |
| 2     | Vereinigte Staaten | Minden Miles   |
| 3     | Argentinien        | Fernanda Russo |

#### 25 m Sportpistole
| Platz | Land               | Athletin          |
| ----- | ------------------ | ----------------- |
| 1     | Vereinigte Staaten | Sandra Uptagrafft |
| 2     | Ecuador            | Diana Durango     |
| 3     | Ecuador            | Andrea Pérez Peña |

#### 10 m Luftpistole
| Platz | Land    | Athletin          |
| ----- | ------- | ----------------- |
| 1     | Kuba    | Laina Pérez       |
| 2     | Ecuador | Andrea Pérez Peña |
| 3     | Kuba    | Sheyla González   |

#### Skeet
| Platz | Land               | Athletin           |
| ----- | ------------------ | ------------------ |
| 1     | Vereinigte Staaten | Kim Rhode          |
| 2     | Chile              | Francisca Crovetto |
| 3     | Vereinigte Staaten | Dania Vizzi        |

#### Trap
| Platz | Land               | Athletin          |
| ----- | ------------------ | ----------------- |
| 1     | Vereinigte Staaten | Ashley Carroll    |
| 2     | Vereinigte Staaten | Rachel Tozier     |
| 3     | Mexiko             | Alejandra Ramírez |

### Mixed

#### 10 m Luftgewehr
| Platz | Land               | Athleten                         |
| ----- | ------------------ | -------------------------------- |
| 1     | Argentinien        | Fernanda Russo Marcelo Gutiérrez |
| 2     | Vereinigte Staaten | Minden Miles Lucas Kozeniesky    |
| 3     | Mexiko             | Gabriela Martínez Edson Ramírez  |

#### 10 m Luftpistole
| Platz | Land               | Athleten                        |
| ----- | ------------------ | ------------------------------- |
| 1     | Kuba               | Laina Pérez Jorge Grau          |
| 2     | Vereinigte Staaten | Miglena Todorova Nick Mowrer    |
| 3     | Ecuador            | Andrea Pérez Peña Yautung Cueva |

#### Trap
| Platz | Land               | Athleten                       |
| ----- | ------------------ | ------------------------------ |
| 1     | Vereinigte Staaten | Ashley Carroll Derek Haldeman  |
| 2     | Vereinigte Staaten | Rachel Tozier Brian Burrows    |
| 3     | Kanada             | Amanda Chudoba Curtis Wennberg |

## Medaillenspiegel
| Platz  | Land               | Gold | Silber | Bronze | Gesamt |
| ------ | ------------------ | ---- | ------ | ------ | ------ |
| 01     | Vereinigte Staaten | 10   | 8      | 2      | 20     |
| 02     | Kuba               | 4    | 2      | 1      | 7      |
| 02     | Argentinien        | 1    | —      | 2      | 3      |
| 04     | Ecuador            | —    | 2      | 2      | 4      |
| 05     | Mexiko             | —    | 1      | 3      | 4      |
| 06     | Chile              | —    | 1      | —      | 1      |
| 06     | Guatemala          | —    | 1      | —      | 1      |
| 08     | Brasilien          | —    | —      | 2      | 2      |
| 08     | Peru               | —    | —      | 2      | 2      |
| 08     | Kanada             | —    | —      | 1      | 1      |
| Gesamt | Gesamt             | 15   | 15     | 15     | 45     |